# TinyXML
TinyXML é uma pequena e simples biblioteca de análise sintática de XML para a linguagem C++ que funciona em múltiplos sistemas operacionais.
Ela é software livre e de código aberto, distribuído sob os termos da licença zlib/libpng.

## Recursos
O principal impulso para a TinyXML é o seu tamanho, como o nome sugere. "Tiny" em inglês significa "pequenininho". A biblioteca analisa o XML em uma árvore tipo DOM. Ela pode ler e escrever arquivos XML.

## Limitações
- TinyXML não processa DTDs, internas ou externas. Então arquivos XML que dependem de entidades definidas em DTD não são analisados corretamente com TinyXML.
- Apesar de lidar com instruções de processamento, não é capaz de processar declarações de planilhas XSLT. Isto é, não aplica um XSLT declarado em uma instrução de processamento de planilha ao arquivo XML durante a análise.
- Além disso, TinyXML não tem nenhum recurso para a manipulação de "XML namespaces". Nomes de elementos e atributos qualificados mantêm seus prefixos, pois TinyXML não faz nenhum esforço para combinar os prefixos com namespaces.
- Em termos de codificações, trata somente de arquivos utilizando UTF-8 ou um tipo não especificado de ASCII, similar ao Latin-1.